# Władysław Kuruś
Władysław Kuruś (ur. 1926, zm. 2004) – partyzant AK, oficer Wojska Polskiego; pracownik Polskiego Radia i Telewizji w Szczecinie.

## Lata wojny
18 stycznia 1943 roku, mając niespełna 17 lat , Władysław Kuruś wstąpił do oddziału partyzanckiego AK „Szczerbca" działającego w okolicach Lidy i Nowej Wilejki.
Został przydzielony do pododdziału „Nietoperza", wchodzącego w skład brygady "Szczerbca"(?). Powierzono mu funkcję łącznika. Po wyzwoleniu Wileńszczyzny, oddział w którym służył uległ rozwiązaniu. W październiku 1944 roku Władysław przyjechał do Białegostoku, gdzie wcielono go do Wojska Polskiego. Po złożeniu przysięgi, skierowany został transportem kolejowym w kierunku Warszawy. W Rembertowie został wcielony do 2 kompanii fizylierów 7 pułku piechoty. 17 stycznia przeprawił się po lodzie przez Wisłę na jej zachodni brzeg. Przez Górę Kalwarię i Piaseczno, doszedł na przedmieścia Warszawy. 19 stycznia wyruszył ze swoim oddziałem na Bydgoszcz i Sępólno Krajeńskie. 31 stycznia 1945 roku dotarli nad rzeczkę Łobżankę, gdzie w 1939 r. przebiegała granica polsko-niemiecka.
Walczył o przełamanie pozycji ryglowej na wale pomorskim pod Nadarzynami i o Czaplinek. Dalej maszerował w kierunku Połczyna Zdroju.
W bitwie o Kołobrzeg walczył o południowo-wschodnią część miasta z kościołem św. Jerzego (?). W okolicy mola portu kołobrzeskiego dotarł do morza.
Po uroczystościach zaślubin z morzem, 7 pułk piechoty odmaszerował do Wartkowa. Tu spędził kilkanaście dni, a cała 2 kompania fizylierów 7 pp "wyposażyła się" w zdobyczne rowery.
Dalsze walki toczył w okolicach Gozdowic. Przed forsowaniem Odry brał w uroczystości wkopania słupa granicznego nad Odrą.
W ramach operacji berlińskiej, 27 kwietnia 1945 roku 7 pp walczył w miejscowości Kremen. Wczesnym rankiem doszło do boju spotkaniowego z silną jednostką hitlerowską. Tu Władysław Kuruś został ranny w nogi i brzuch. Leczenie ran trwało około czterech miesięcy.

## Okres powojenny
Po wypisaniu ze szpitala został skierowany do 12 pułku piechoty stacjonującego w owym czasie w Pleszewie. Stąd zakwalifikował się do szkoły oficerskiej i został oficerem zawodowym. Potem jeszcze kilka razy podnosił swoje wojskowe kwalifikacje.
W 1953 roku, ze względu na pogarszający się stan zdrowia, przeszedł w stan spoczynku.
W cywilu podjął pracę w charakterze kierownika Działu Kadr w Polskim Radiu i Telewizji w Szczecinie, gdzie przepracował ponad 30 lat. Działał w Klubie "Synów Pułku" przy ZO ZBoWiD w Szczecinie i Zarządzie Wojewódzkim Związku Inwalidów Wojennych.

## Ordery i odznaczenia
Podano za: Maria Czech-Sobczak: Wszystkie drogi wiodły do Szczecina. s. 181.
- Krzyż Srebrny Orderu Virtuti Militari
- Krzyż Oficerski Orderu Odrodzenia Polski
- Krzyż Kawalerski Orderu Odrodzenia Polski